# لوحة المحاورة الافتراضية

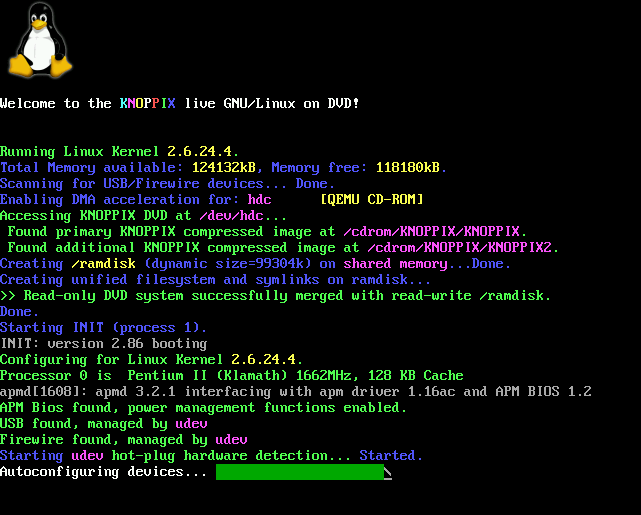
لوحة محاورة افتراضية تظهر رسائل تشغيل KNOPPIX

لوحة المحاورة الافتراضية (VC) - المعروفة أيضًا باسم المحطة الافتراضية (VT) - عبارة عن مزيج مفاهيمي من لوحة المفاتيح والشاشة لواجهة مستخدم الكمبيوتر.
إنها إحدى ميزات بعض أنظمة التشغيل المشابهة لـ Unix مثل Linux وBSD وillumos وUnixWare وmacOS حيث يمكن استخدام لوحة محاورة النظام الخاصة بالكمبيوتر للتبديل بين لوحات محاورة افتراضية متعددة للوصول إلى واجهات المستخدم غير ذات الصلة. يعود تاريخ لوحة المحاورة الافتراضية إلى Xenix  وConcurrent CP/M في الثمانينات على الأقل.
في لوحة المحاورة Linux والأنظمة الأساسية الأخرى، عادةً ما توفر لوحات المحاورة الافتراضية الستة الأولى محطة نصية مع مطالبة بتسجيل الدخول إلى Unix Shell. يبدأ نظام X Window الرسومي تقليديًا في لوحة المحاورة الافتراضية السابعة (tty7)، على الرغم من أن هذا يعتمد على التكوين. في Linux، يقوم المستخدم بالتبديل بينهما عن طريق الضغط على مفتاح Alt مع مفتاح وظيفي - على سبيل المثال Alt + F1 للوصول إلى لوحة المحاورة الافتراضية رقم 1. يتغير Alt + ← إلى لوحة المحاورة الافتراضية السابقة وAlt + → إلى لوحة المحاورة الافتراضية التالية . للتبديل من نظام X Window أو مكون Wayland، يعمل Ctrl + Alt + F1. (لاحظ أنه يمكن للمستخدمين إعادة تعريف مجموعات المفاتيح الافتراضية هذه.)
إذا كانت هناك حاجة إلى تشغيل عدة جلسات لنظام X Window بالتوازي، كما هو الحال في حالة التبديل السريع بين المستخدمين أو عند تصحيح أخطاء برامج X على خادم X منفصل، فعادةً ما يتم تشغيل كل جلسة X في لوحة محاورة افتراضية منفصلة.

## تفاصيل التنفيذ
مزيد من المعلومات: المحاكي الطرفي § تفاصيل التنفيذ

## أنظمة يونكس
محطات عمل Unix، مثل تلك التي تصنعها شركة Sun أو Silicon Graphics، لم تتضمن لوحات محاورة افتراضية. سيكون الغرض الوحيد من لوحة المحاورة هو إصلاح النظام بحيث يمكن تشغيل البيئة الرسومية.
تحصل الخوادم المستندة إلى Sun Niagara والتي تقوم بتشغيل المحاكاة الافتراضية باستخدام المجالات المنطقية على خدمات لوحة المحاورة الافتراضية من مجال التحكم.